# Sorbolo
Sorbolo is een gemeente in de Italiaanse provincie Parma (regio Emilia-Romagna) en telt 9211 inwoners (31-12-2004). De oppervlakte bedraagt 39,6 km², de bevolkingsdichtheid is 222 inwoners per km².
De volgende frazioni maken deel uit van de gemeente: Alba, Bogolese, Casaltone, Chiozzola, Coenzo, Corte Godi, Croce dei Morti, Enzano, Frassinara, Ramoscello.

## Demografie
Sorbolo telt ongeveer 3685 huishoudens. Het aantal inwoners steeg in de periode 1991-2001 met 15,6% volgens cijfers uit de tienjaarlijkse volkstellingen van ISTAT.
| Jaar | Inwoneraantal |
| ---- | ------------- |
| 1991 | 7488          |
| 2001 | 8656          |

## Geografie
De gemeente ligt op ongeveer 40 m boven zeeniveau.
Sorbolo grenst aan de volgende gemeenten: Brescello (RE), Gattatico (RE), Mezzani, Parma.